# Трой (Огайо)
Трой (англ. Troy) — місто (англ. city) в США, в окрузі Маямі штату Огайо. Населення — 26 305 осіб (2020).

## Географія
Трой розташований за координатами 40°2′28″ пн. ш. 84°13′20″ зх. д. / 40.04111° пн. ш. 84.22222° зх. д. (40.041012, -84.222355). За даними Бюро перепису населення США в 2010 році місто мало площу 30,93 км², з яких 30,36 км² — суходіл та 0,57 км² — водойми.

## Демографія
Згідно з переписом 2010 року, у місті мешкало 25 058 осіб у 10 353 домогосподарствах у складі 6600 родин. Густота населення становила 810 осіб/км². Було 11166 помешкань (361/км²).
Расовий склад населення:
| - 90,1 % — білих - 4,2 % — чорних або афроамериканців - 2,4 % — азіатів - 0,2 % — корінних американців |

До двох чи більше рас належало 2,4 %. Частка іспаномовних становила 1,8 % від усіх жителів.
За віковим діапазоном населення розподілялося таким чином: 25,2 % — особи молодші 18 років, 61,7 % — особи у віці 18—64 років, 13,1 % — особи у віці 65 років та старші. Медіана віку мешканця становила 36,9 року. На 100 осіб жіночої статі у місті припадало 94,9 чоловіків; на 100 жінок у віці від 18 років та старших — 91,9 чоловіків також старших 18 років.
Середній дохід на одне домашнє господарство становив 61 051 долар США (медіана — 45 222), а середній дохід на одну сім'ю — 74 324 долари (медіана — 63 569). Медіана доходів становила 46 435 доларів для чоловіків та 31 719 доларів для жінок. За межею бідності перебувало 14,1 % осіб, у тому числі 23,8 % дітей у віці до 18 років та 6,3 % осіб у віці 65 років та старших.
Цивільне працевлаштоване населення становило 12 686 осіб. Основні галузі зайнятості: виробництво — 27,4 %, освіта, охорона здоров'я та соціальна допомога — 18,6 %, роздрібна торгівля — 13,0 %, мистецтво, розваги та відпочинок — 8,6 %.

## Уродженці
- Воррен Девідсон (* 1970) — американський політик-республіканець.